# 3119 Dobronravin
A 3119 Dobronravin (ideiglenes jelöléssel 1972 YX) a Naprendszer kisbolygóövében található aszteroida. Tamara Mihajlovna Szmirnova fedezte fel 1972. december 30-án.